# Рэдбёрн, Пол
Пол Рэдбёрн (англ. Paul Radburn; род. 23 мая 1955, Лондон) — британский самбист и дзюдоист, чемпион Великобритании по дзюдо 1976 и 1984 годов, серебряный призёр чемпионата Европы по самбо, бронзовый призёр чемпионатов Европы по дзюдо 1977 и 1979 годов, участник двух Олимпиад. По самбо выступал в полутяжёлой весовой категории (до 100 кг), по дзюдо — в полутяжёлой (до 95 кг), тяжёлой (свыше 95 кг) и абсолютной категориях.
На летних Олимпийских играх 1980 года в Москве в соревнованиях по дзюдо британец выступал в тяжёлой весовой категории. Рэдбёрн в 1/16 финала победил румына Михая Чока, затем швейцарца Джина Зинникера, но уступил будущему победителю этой Олимпиады французу Анджело Паризи. В схватке за бронзовую медаль британец уступил представителю Чехословакии Владимиру Коцману и остался за чертой призёров.
На следующей Олимпиаде в Лос-Анджелесе, выступая в абсолютной категории, Рэдбёрн в первой же схватке уступил представителю ФРГ Артуру Шнабелю и выбыл из борьбы за медали.

## Спортивные результаты
- Чемпионат Великобритании по дзюдо 1976 года —  (до 95 кг);
- Чемпионат Великобритании по дзюдо 1984 года —  (свыше 95 кг);